# Кочарги-Старі
Кочарґі-Старі (пол. Koczargi Stare) — село в Польщі, у гміні Старі Бабиці Варшавського-Західного повіту Мазовецького воєводства.
Населення — 956 осіб (2011).
У 1975-1998 роках село належало до Варшавського воєводства.

## Демографія
Демографічна структура станом на 31 березня 2011 року:
|          | Загалом | Допрацездатний вік | Працездатний вік | Постпрацездатний вік |
| -------- | ------- | ------------------ | ---------------- | -------------------- |
| Чоловіки | 483     | 144                | 303              | 36                   |
| Жінки    | 473     | 119                | 284              | 70                   |
| Разом    | 956     | 263                | 587              | 106                  |